# Matthieu-Bernard Meyers
Pour les articles homonymes, voir Meyers.
Matthieu-Bernard Meyers est un officier du génie de l'armée belge, né à Maestricht le 26 août 1811, et mort à Bruxelles le 8 juin 1877.

## Biographie
Il a été élève à l'athénée de Maestricht avant de continuer ses études, à 17 ans, à l'université de Liège en suivant le cours de philosophie.

### Carrière militaire
Il entre comme cadet du génie le 29 septembre 1829 à l'académie militaire de Bréda. L'année suivante débute la révolution belge, contre le roi des Pays-Bas Guillaume Ier, de plusieurs provinces du Sud du royaume (donc la Belgique actuelle augmentée du Limbourg hollandais), suivie de leur sécession. Il reçut sa démission du service des Pays-Bas et s'est joint comme simple soldat aux volontaires qui assiégeaient Maestricht.
Le 16 janvier 1831, il est admis dans l'armée régulière belge et il est nommé adjoint au commandant du génie de la place de Venloo. Le 6 septembre 1831, il est nommé sous-lieutenant, puis lieutenant le 18 octobre 1833, capitaine en second le 30 juillet 1837, capitaine en premier le 21 juillet 1842.
Il est fait chevalier de l'ordre de Léopold le 8 avril 1847 en récompense de ses bons services, en particulier pour la part prise dans la construction des fortifications de Diest.
Entre 1848 et 1852, il fait les plans et construire la caserne appelée le Petit-Château, à Bruxelles, dans le style néo-Tudor. La caserne a été prévue pour recevoir 1 200 hommes puis a dû être agrandie. Elle a d'abord reçu le régiment de carabiniers avant qu'elle serve aux fusiliers du 9e régiment de ligne à partir de 1894. Matthieu-Bernard Meyers a aussi construit la caserne du palais de Laeken.
Il est nommé major le 12 janvier 1853, attaché au cabinet du ministre de la guerre le 2 avril 1855. Il est nommé lieutenant-colonel le 26 mai 1857 et directeur de la 4e division du département de la guerre le 31 mai. Un arrêté royal lui confère la dignité d'officier de l'ordre de Léopold, le 2 septembre 1859. Il est déchargé des fonctions de directeur au ministère de la guerre le 30 juillet 1861. Le 4 août suivant, il est nommé directeur des fortifications dans la 1re division territoriale. Il est nommé colonel le 22 septembre 1865.
La guerre entre la France et une coalition d'États allemands dirigée par la Prusse est déclarée le 19 juillet 1870. La Belgique dans la guerre franco-prussienne craint dêtre attaquée par un des deux belligérants. Le colonel Meyers est nommé commandant du génie à l'armée d'observation le 21 juillet 1870. Il élevé au rang de général-major le 18 décembre 1870.
Il est directeur des fortifications de la 1re circonscription militaire quand il est mis à la retraite, le 9 novembre 1874. Le 4 décembre suivant il reçoit le grade de lieutenant-général honoraire.
Il est décédé à Ixelles-lez-Bruxelles, le 8 juin 1877.

### Membre d'associations scientifiques
Matthieu-Bernard Meyers a été conseiller de l'Académie royale d'archéologie de Belgique, membre correspondant de la Commission royale des monuments des Pays-Bas, membre du Corps académique d'Anvers, de la Société d'émulation pour l'étude de l'histoire et l'antiquité des Flandres, de la Société royale de numismatique, de la Société historique et archéologique du duché de Limbourg, etc.
Il s'intéresse à l'archéologie et publie plusieurs articles. Cette intérêt pour l'histoire a attiré l'attention du gouvernement au moment de la création de la Commission directrice du Musée royal d'antiquités, d'armures et d'artillerie. Il en fait partie depuis l'arrêté d'organisation du 9 mars 1859. Il en a été plusieurs fois le secrétaire provisoire.

## Distinctions
- Chevalier de l'ordre de Léopold, le 8 avril 1847,
- Officier de l'ordre de Léopold, le 2 septembre 1859,
- Croix commémorative, en 1859,
- Chevalier de l'ordre de la Tour et de l'Épée (Portugal), en 1854,
- Commandeur de 2e classe de l'ordre du Lion de Zaeringen (Grand-duché de Bade), en 1855,
- Chevalier de l'ordre de l'Épée (Suède), en 1857,
- Chevalier de l'ordre des Saints-Maurice-et-Lazare (Italie), en 1857,
- Chevalier de 4e classe de l'ordre du Médjidié (Turquie), en 1857.

## Publications
- « Chaussures liturgiques trouvées à Stavelot », Bulletin des Commissions royales d'art et d'archéologie, t. 8,‎ 1869, p. 158-167 (lire en ligne)
- « La chapelle de Bois-Seigneur-Isaac », Bulletin des Commissions royales d'art et d'archéologie, t. 14,‎ 1875, p. 256-261 (lire en ligne)